# Courtenay Becker-Dey
Courtenay Becker-Dey, född den 27 april 1965 i Greenwich, Connecticut, är en amerikansk seglare.
Hon tog OS-brons i europajolle i samband med de olympiska seglingstävlingarna 1996 i Atlanta.